# Galactic Protector
Galactic Protector (ギャラクティックプロテクター Gyarakutikku Purotekutā?) es videojuego de matamarcianos para Sega Master System creado por Sega y publicado en febrero de 1988, solo en Japón.
El jugador maneja a Opa Opa, originario del videojuego Fantasy Zone, o a su hermano Upa Upa, en el modo de dos jugadores. En cada fase, el jugador "orbita" circularmente en torno a un planeta amenazado por diversos elementos que se precipitarán contra él a no ser que el jugador lo proteja destruyéndolos antes con sus disparos.
Para controlar con precisión la posición de la nave en su trayectoria circular, el juego no permite su manejo con el gamepad convencional de Master System, sino que requiere el uso de un controlador especial (que tampoco salió de Japón) denominado Paddle Control.